# Ліберті (Оклахома)
Ліберті (англ. Liberty) — місто (англ. town) в США, в округах Окмалгі і Талса штату Оклахома. Населення — 153 особи (2020).

## Географія
Ліберті розташоване за координатами 35°51′10″ пн. ш. 95°59′11″ зх. д. / 35.85278° пн. ш. 95.98639° зх. д. (35.852896, -95.986367).  За даними Бюро перепису населення США в 2010 році місто мало площу 15,75 км², уся площа — суходіл.

## Демографія
Згідно з переписом 2010 року, у місті мешкало 220 осіб у 81 домогосподарстві у складі 65 родин. Густота населення становила 14 особи/км².  Було 87 помешкань (6/км²).
Расовий склад населення:
| - 82,3 % — білих - 9,5 % — корінних американців - 0,5 % — азіатів |

До двох чи більше рас належало 6,8 %. Частка іспаномовних становила 3,6 % від усіх жителів.
За віковим діапазоном населення розподілялося таким чином: 22,3 % — особи молодші 18 років, 62,2 % — особи у віці 18—64 років, 15,5 % — особи у віці 65 років та старші. Медіана віку мешканця становила 41,0 року. На 100 осіб жіночої статі у місті припадало 93,0 чоловіків;  на 100 жінок у віці від 18 років та старших — 90,0 чоловіків також старших 18 років.
За межею бідності перебувало 8,5 % осіб, у тому числі 11,1 % дітей у віці до 18 років та 2,6 % осіб у віці 65 років та старших.
Цивільне працевлаштоване населення становило 108 осіб. Основні галузі зайнятості: освіта, охорона здоров'я та соціальна допомога — 25,9 %, виробництво — 13,0 %, сільське господарство, лісництво, риболовля — 11,1 %.